# Midnight Club II
 (septembre 2018).
Si vous disposez d'ouvrages ou d'articles de référence ou si vous connaissez des sites web de qualité traitant du thème abordé ici, merci de compléter l'article en donnant les références utiles à sa vérifiabilité et en les liant à la section « Notes et références ».
Midnight Club II est un jeu vidéo de course sorti le 2 octobre 2002 sur PlayStation 2, 27 juin 2003 sur Xbox et le 11 juillet 2003 sur PC. Développé par Rockstar Games et édité par Take 2, ce jeu fait partie de la série des Midnight Club. Le jeu, très axé tuning, offre au joueur l'opportunité de conduire des voitures et la grande nouveauté de cet opus, des motos.

## Trame

### Lieux
Le jeu se déroule dans trois grandes villes : Los Angeles, Paris et Tokyo.

### Personnages
- Moses - Jordan Gelber
- Steven - Anslem Richardson
- Maria - Melissa DeValle
- Angel - Adam Wylie
- Diego - John Doman
- Dice - Robert Jackson
- Hector - Armando Riesco
- Gina - Leyna Weber
- Jewel - Soledad Pertier
- Julie - Malaya Rivera Drew
- Primo - Stelio Savante
- Blog - Ritchie Coster
- Parfait - Sabrina Boudot
- Stephane - Marc Forget
- Ian - Marc Aden
- Farid - Hunter Platin
- Owen - Dominic Hawksley
- Shing - Burch Wang
- Ichiro/Zen-Yasu Suzuki
- Kenichi - Yoshi Amao
- Ricky - Andrew Pang
- Haley - Alissa Dean
- Nikko - Charlee Chiv
- Makoto - Ken Kensei
- Savo - Alex Kroll

### Véhicules
Les véhicules de Midnight Club II ressemblent aux vrais véhicules. Comme "The Victoire", qui ressemble à l'Aston Martin Vanquish, la "Jersey XS", qui ressemble à la Dodge Viper et le "Veloci", qui ressemble à une Saleen S7. D'autres exemples suivent.
- 1971 Bestia - Pontiac GTO
- Alarde - 2004 Lotus Elise
- Boost - 2002 Ford Puma
- Bryanston V - 1996 Ford Escort Cosworth
- Citi - 1995 Honda Civic
- Citi Turbo - 2000 Honda Civic Si ou VTi
- Cocotte - 1986 Ford Sierra
- Cohete - Kawasaki Ninja ZX-9R
- Emu - 2002 Volkswagen Passat
- Fripon X - 2003 Volkswagen Golf GTI
- Interna - 2004 Honda S2000
- Jersey XS - 2006 Dodge Viper SRT-10 GTS-R Concept
- Knight - 2002 Mitsubishi Lancer Evolution VII
- L.A. Cop Car - 2005 Ford Crown Victoria
- Lusso XT - 2003 Lexus GS300 ou 430, Toyota Aristo
- Modo Prego - 2002 Porsche 911 GT3
- Monsoni - Ducati 996
- Monstruo - Front: Mazda RX-7, Rear: Pontiac Firebird
- Nousagi - Yamaha YZF R1
- Paris Cop Car - 1996 Citroen ZX
- RSMC 15 - 2005 Nissan 350Z
- Saikou - 1997 Toyota Supra
- Saikou XS - 2001 Veilside widebody Toyota Supra
- Schneller V8 - 1996 BMW M5
- SLF450X - 2011 Dual Jet Engined Protoype Concept Race Car
- Stadt - 2003 Renault Clio V6
- Tokyo Cop Car - 1999 Nissan 300ZX police car
- Torque JX - 2002 Nissan Skyline R34 GT-R
- Torrida - Front: 1996 Mitsubishi Eclipse back: 1999 Acura integra
- Veloci - 2006 Saleen S7
- Victory - 2005 Aston Martin V12 Vanquish
- Vortex 5 - 1996 Toyota MR2

## Accueil
- Jeux Vidéo Magazine : 8/20 (PS2)[2] - 12/20 (XB)[3]
- Jeuxvideo.com : 16/20 (PS2)[4] - 16/20 (XB)[5] - 15/20 (PC)[6]